# Římskokatolická farnost Měrotín
Římskokatolická farnost Měrotín je územní společenství římských katolíků s farním kostelem sv. Martina v děkanátu Konice.

## Území farnosti a sakrální stavby
- Měrotín
  - farní kostel sv. Martina
  - kaple Večeře Páně
- Kovářov
  - kaple sv. Jana Nepomuckého
- Mladeč
  - kaple sv. Floriána
- Savín
  - kaple sv. Josefa
- Hradečná
- Slavětín

## Duchovní správci
Od 1. 10. 1948 do 25. 10. 1949 byl administrátorem P. Josef Střída (1909-1998), který následně do 8. 7. 1952 jako kněžská oběť režimu byl vězněn.
K červnu 2017 zde působí jako administrátor excurrendo P. Mgr. Radomír Metoděj Hofman, OT.

## Aktivity ve farnosti
Ve farnostech na Konicku, které spravuje Německý řád (Bouzov, Luká, Bílá Lhota, Chudobín, Měrotín, Náměšť na Hané) vychází od roku 2001 občasník Farní trouba.